# ولفگانگ وزمان
ولفگانگ وزمان (به آلمانی: Wolfgang Wesemann؛ ۳۰ اکتبر ۱۹۴۹ – ۱۶ ژانویهٔ ۲۰۲۵) دوچرخه‌سوار اهل آلمان بود.